# Campeonato de Portugal de 1924–25
O Campeonato de Portugal de 1924–25 foi a 4ª edição do Campeonato de Portugal. O FC Porto venceu esta edição.

## Participantes
- Algarve: Olhanense
- Aveiro: Sp. Espinho
- Braga: SC Braga
- Coimbra: Académica de Coimbra
- Lisboa: Sporting
- Madeira: CS Marítimo
- Porto: FC Porto
- Portalegre: Alentejo FC
- Viana do Castelo: SC Vianense

## 1ª Eliminatória
| Vencedor    | Resultado | Vencido     |
| ----------- | --------- | ----------- |
| Braga       | 1–2       | Vianense    |
| Sp. Espinho | 2–1       | Académica   |
| Olhanense   | 11–2      | Alentejo FC |

## 2ª Eliminatória
| Vencedor  | Resultado | Vencido  |
| --------- | --------- | -------- |
| FC Porto  | 4–1       | Vianense |
| Olhanense | 4–2       | Marítimo |

## Meias-finais
| Vencedor | Resultado | Vencido     |
| -------- | --------- | ----------- |
| FC Porto | 4–1       | Sp. Espinho |
| Sporting | 1–0       | Olhanense   |

## Final
| 28 de junho de 1925 | FC Porto                                   | 2 – 1     | Sporting            | Campo de Monserrate, Viana do Castelo |
|                     | Norman Hall 20' · Coelho da Costa 53' (gp) | Relatório | Jaime Gonçalves 50' |                                       |